# Відземський університет прикладних наук
Відземський університет прикладних наук (латис. Vidzemes Augstskola, англ. Vidzeme University of Applied Sciences)  — державний вищий навчальний заклад, що знаходиться в місті Валміера, Латвія. Університет було засновано в 1996 році, зараз тут навчається близько 700 студентів. Заклад пропонує 16 навчальних програм на факультетах соціальних наук та інженерії.

## Історія та розвиток
Відземський університет прикладних наук був заснований у 1996 році для сприяння економічному, політичному та соціальному розвитку регіону. У 2001 році заклад отримав статус державного закладу освіти, а наступного року довготривалу національну акредитацію.  У жовтні 2013 року він отримав нагороду Green Flag, ставши першим вищим навчальним закладом у країнах Балтії, який має статус міжнародного екологічного університету. У лютому 2014 року факультети ділового адміністрування та економіки, туризму та готельної справи, соціальних наук були об’єднані в один факультет. В 2021 році університет було нагороджено Міжнародним зеленим прапором.